# Sonatine (Roussel)
Pour les articles homonymes, voir Sonatine (homonymie).
La Sonatine, op. 16, est une œuvre pour piano d'Albert Roussel. Composée en 1912, elle est créée le 18 janvier 1913 à la Société nationale de musique par Marthe Dron, sa dédicataire.

## Présentation
Albert Roussel s'installe vers la mi-juin 1912 à Belle-Île-en-Mer, à Port Goulphar, où il commence la composition de la Sonatine pour piano. Le 29 août 1912, il écrit à Jean Marnold : « j'achève ma Sonatine de piano que j'avais, depuis des années, l'intention d'écrire ». Le compositeur termine l'écriture de l'œuvre le 3 septembre 1912,.
La pièce, dédiée à Marthe Dron, est créée par la dédicataire le 18 janvier 1913 à Paris, salle Érard, lors d'un concert de la Société nationale de musique,.
La partition est publiée par Durand en 1912,.

## Structure
La Sonatine, d'une durée moyenne d'exécution de onze minutes environ, est en quatre épisodes fondus en deux mouvements, : 
1. Modéré ( = 84), à 
, en si mineur,
— Vif et très léger, à 
 ( = 200) en sol bémol majeur ;
2. Très lent ( = 48), à 
, en si majeur,
— Modéré (+ = 42) puis Très animé (+ = 66), En élargissant beaucoup (+ = 48) enfin Vif (+ = 96).

## Analyse

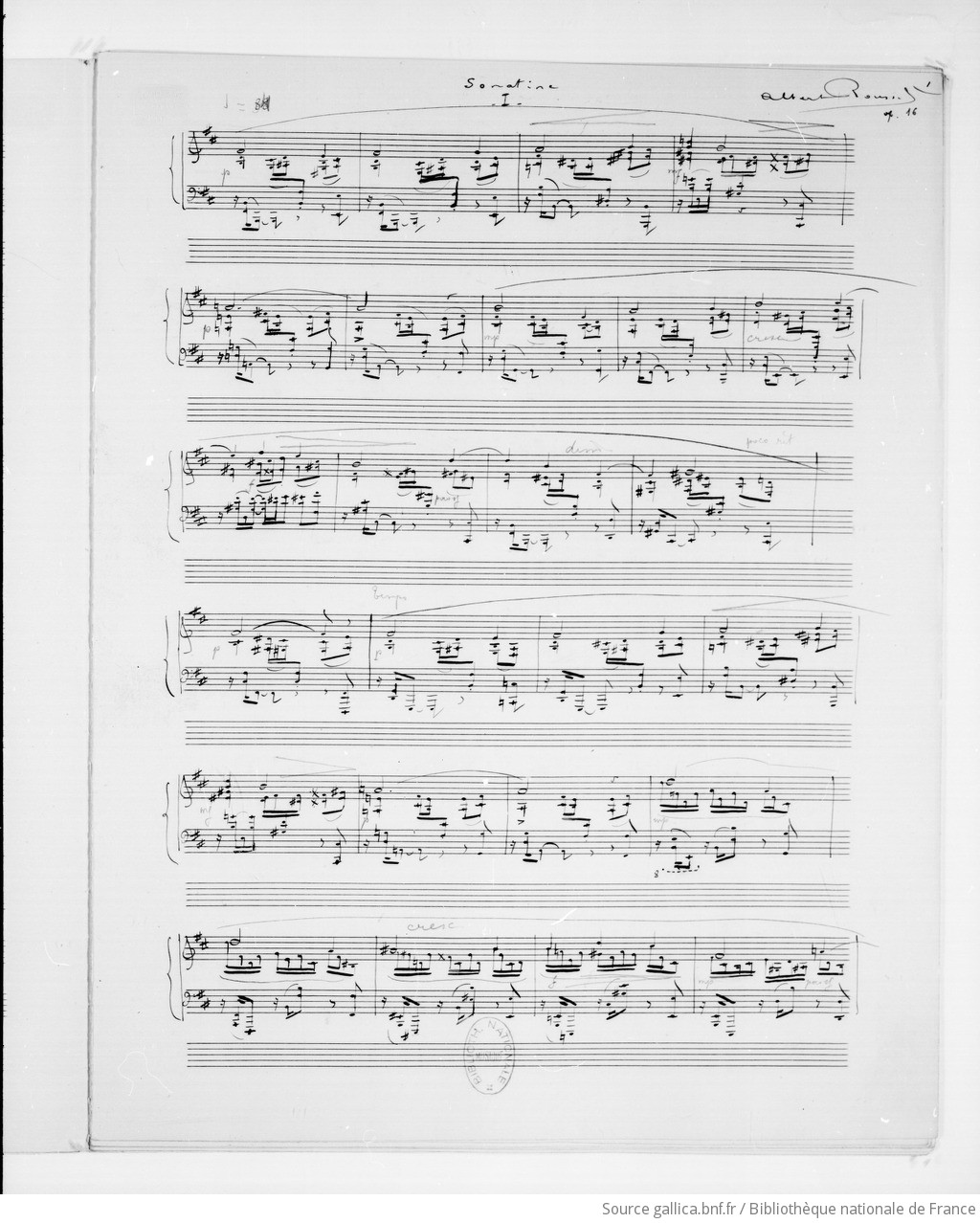
Première page du manuscrit autographe de la partition.

Par rapport à la précédente grande page pour piano du compositeur, la Suite op. 14, la Sonatine est « d'une écriture beaucoup plus aérée et d'une forme plus concise ». La partition « marque le cheminement de Roussel vers un art plus dépouillé, plus ferme, et libéré aussi bien de l'atmosphère debussyste que des règles de la Schola ».
L'œuvre s'ouvre sur un « Modéré » ( = 84), à 
 , en si mineur, de forme sonate en raccourci et au caractère mélodique, dont « le motif empreint de gravité s'appuie, dans un chatoiement d'harmonies, sur un rythme obstiné qu'on dirait de sarabande ». Le tempo s'anime progressivement pour mener, enchaîné, à un scherzo, « Vif et très léger » ( = 200), à 
, en sol bémol majeur, « un des moments les plus exultants du piano de Roussel », dans lequel semblent s'ébrouer « satyres et [...] faunes capricants ».
Le second mouvement est tout entier à 
, d'abord sur un « Très lent » ( = 48), en si mineur, au caractère grave et profond, puis un « Modéré » qui s'anime progressivement jusqu'à un « Très animé », un finale étourdissant qui « n'est tout entier qu'animation, gaieté communicative, rythmes dansants et éclaboussures d'harmonies », « d'une limpide allégresse dont l'irrésistible progression est soulevée par le souffle même de la vie ».
La Sonatine de Roussel est « ciselée comme un joyau, animée par un souffle rythmique irrésistible, et dont les harmonies subtiles utilisent fréquemment les superpositions de quartes ». Pour Harry Halbreich, « c'est un délicat chef-d'œuvre, qui mériterait une notoriété égale à celle de la Sonatine de Ravel ».
La Sonatine porte le numéro d'opus 16 et, dans le catalogue des œuvres du compositeur établi par la musicologue Nicole Labelle, le numéro L 18.

## Discographie
- « Albert Roussel, l'intégrale pour piano », Lucette Descaves (piano), 2 disques 33t, Versailles MEDX12011 et MEDX12012, 1959[8],[9].
- « Albert Roussel, intégrale de l'œuvre pour piano », 2 disques 33t, Jean Boguet (piano), Belvédère BEL 1111 et BEL 1112, 1969[10],[9].
- « Albert Roussel, l'Œuvre de piano », Alain Raës (piano), Solstice 3D 8005, Paris, 20-22 octobre 1979.
- Roussel : Promenade sentimentale, Complete Piano Music, Emanuele Torquati (piano), Brilliant Classics 94329, 2012[11].
- Roussel : Piano Music Vol. 1, Jean-Pierre Armengaud (piano), Naxos 8.573093, 2013[12].
- Albert Roussel Edition, CD 1, Jean Doyen (piano), Erato 0190295489168, 2019[13].